# Fidél
A Fidél latin eredetű férfinév, jelentése: hűséges.  Női változata: Fidélia.

## Gyakorisága
Az 1990-es években szórványos név, a 2000-es években nem szerepel a 100 leggyakoribb férfinév között.

## Névnapok
- április 24.[2]

## Híres Fidélek
- Fidel Castro kubai elnök, a Kubai Kommunista Párt főtitkára
- Pálffy Fidél szélsőjobboldali politikus a két világháború között